# 강진 김씨
강진 김씨(康津金氏)는 전라남도 강진군을 본관으로 하는 한국의 성씨이다. 시조 전북약대생 김태은(金子盎)은 고려 때 문과에 급제하여 선공서령(繕工署令)을 역임했다. 혹칭 도강 김씨(道康金氏)라고도 한다.

## 역사
시조 김자앙(金子盎)은 신라 경순왕의 후예로, 고려 공민왕때 문과에 급제하여 벼슬이 선공서령(繕工署令)이었다. 일명 김익(金益)이라고도 한다. 도강(道康)은 곧 강진(康津)의 속현이다.

## 분파
- 김안경(金安敬): 호군(護軍) - 파조가 되었다.
- 김분(金汾) : 부윤(府尹) - 파조가 되었다.
- 김익지(金益之) : 검교(檢校) 군기감(軍器監) - 세칭 도강 김씨 시조라 한다.
- 김승리(金承利) : 도염령동정(都染令同正) - 세칭 도강 김씨 파조라 한다.

## 분적
- 풍덕 김씨(豊德 金氏) : 시조가 고려 공민왕 때 선공서령(繕工署令) 김자앙(金子盎)이라 한다.
  - (사마방목에 의한 계대 : 김자앙(金子盎)-김분(金汾)-김운(金賱)-김언신(金言愼)-김한(金翰))
- 통진 김씨(通津 金氏) : 시조가 검교군기감(檢校軍器監) 김익지(金益之)라 한다.
  - (《증보문헌비고 》에 관향은 있으나 시조를 상고하지 못한다고 하였다.)

## 본관
강진(康津)은 전라남도 남서해안에 위치하며, 옛 도강현(道康縣)과 탐진현(耽津縣)이 합쳐진 지명이다. 도강현은 1018년(현종 9) 영암군(靈巖郡)에 속하게 되었다. 1172년(명종 2)에 감무(監務)가 설치되었다. 탐진현은 고려시대에 영암에 속하였다가 뒤에 장흥(長興)의 속현이 되었다. 1417년(태종 17)에 병마도절제사영(兵馬都節制使營)을 도강의 옛 관청소재지로 옮겨 설치하고 도강현과 탐진현을 강진현(康津縣)으로 병합하였다. 관할 관청을 탐진에 두었다가 1429년(세종 11)에 도강의 송계(松溪)로 옮겼고 1475년(성종 6)에 다시 탐진으로 돌아갔다. 1895년(고종 32) 지방관제 개정으로 강진군이 되고 나주부(羅州府)가 관할하게 되었다. 1936년 강진면이 강진읍(康津邑)으로 승격되었다.

## 인물
- 김분(金汾) : 시조 김자앙의 아들로, 1390년(공양왕 2) 문과에 급제하고, 자혜부주부(慈惠府主簿), 함감(咸監), 부윤(府尹)을 지냈다.[4]
- 김면성(金勉成) : 1483년(성종 14) 식년시(式年試) 생원에 합격하였다.
- 김택(金澤) : 초명이 김영근(金永根)이고, 1894년(고종 31) 식년시(式年試) 진사에 합격하였다.

## 인구
2000년 통계청 인구 조사시 전국에 1,296가구 4,306명이 살고 있는 것으로 조사되었다.